# يمه (طبريا)
يمه قرية عربية مهجرة من قرى جنوب لواء طبريا، وردت القرية في الدفتر العثماني لسنة 1555-1556، وتقع في ناحية الطبرية من لواء صفد، وأرضها أرض تيمار.
أشارت خريطة بيير جاكوتين من حملة نابليون عام 1799 على مصر والشام إلى المكان.
في عام 1875، زار فيكتور غيران القرية ووصفها بأنها مدمرة إلى حد ما ومبنية من الحجر البازلتي، وتقع في وادٍ خصب. في عام 1881، وصف مسح صندوق استكشاف فلسطين لغرب فلسطين يما بأنها تحتوي على منازل حجرية بازلتية، تضم 100 مسلم، في سهل صالح للزراعة. ولم تكن هناك حدائق ولا أشجار، بل كان هناك نبعان قريبان، وكان في القرية آبار. وإلى الجنوب الغربي من هذا الموقع كان يوجد مصدر للمياه بين صخور الوادي.
بدأت الاستيطان في يمه مع فشل الاستيطان اليهودي في حوران. وفي أغسطس 1898، هجر مستوطنو حوران المستوطنة، بعد ثلاث سنوات من الاستيطان. انقسمت مجموعتا المستوطنين، إحداهما من المهاجرين الرومانيين والأخرى من المهاجرين البلغار، إلى وجهتين. انتقل المهاجرون البلغار برئاسة يتسحاق ليفي إلى صفد، وانتقل المهاجرون الرومانيون برئاسة يتشائيل بيركوفيتش إلى المطلة. ظلت المجموعات على اتصال مع بعضها البعض، وأصبحوا معروفين في الجليل باسم شعب سخام جولان، وبحثوا عن موقع استيطان جديد.
كان التحايل أحد الطرق المطبقة في شراء الأراضي، إذ تلتمس الحيل في نقل ملكية 
الأراضي التابعة للأشخاص المتوفين الذين ورثهم أطفال صغار يتامى إلى المنظمات اليهودية، والتعاون في ذلك مع المأمورين مقابل الرشوة. ففي الشكاوى المرسلَة بتوقيع فاضل عيسى مختار عشيرة الدلايكة بتاريخ 22 تشرين الأول 1903 ورد أن "جمعية فلسطين" الصهيونية استولت على جميع الأراضي التابعة للعشيرة، وأنها أخرجتهم من أراضيهم وديارهم، ووزعتها على هذا وذاك. وأخفقت جميع محاولات الفلاحين المطالبة بحقوقهم بسبب تعاون الإداريين 
المحليين مع اليهود.
وبنِيت البيوت على الأراضي الميرية المحتلة من قبل وكلاء ناتان نرسيس بوساطة مدير تحريرات عكا في منطقة طبريا، واحتلت الأراضي التابعة لعشيرة الداليكة المجاورة، ووضَعتُ تحت تصرف المهاجرين اليهود الذين سكنوا في هذه البيوت. ولم يكتَفى بالترصف الفضفاض فيما ّ يتعلق بفعاليات اليهود المهاجرين، فتعدى الأمر إلى إجبار السكان المحليين على مغادرة أراضيهم بمساعدة قوات الجندرمة، مخالفين بذلك جميع الأوامر والتعليمات القادمة من إسطنبول. 
وقد أرسل فاضل عيسى مختار عشيرة الدلايكة المقيم في قضاء طربيا - لواء 
عكا/ ولاية بيروت برقية تلغراف إلى السلطان، ذكر فيها أصحاب 16 قطعة أرض مساحتها الإجمالية 1.733 دونما،ً والأشخاص الذين انتقلت إليهم ملكيتها بوثائق بيع مزيفة على النحو الآتي:
"أنا العبد الفقير مختار عرب الدلايكة أصادق على صحة جميع المعلومات الواردة بإيجاز في هذا الجدول. إنني على معرفة تامة بـأصحاب 16 قطعة أرض مساحتها 1,733 دونما، وقد نقلت جميع هذه الأراضي إلى الجمعية اليهودية بدون علمي، وإني لم أصادق على أي من هذه المعاملات، وإنه مل يجر تصديقها كذلك من قبل الحكومة المحلية. بنفس الشكل أعرض على مقام الخلافة العظيمة ورثة أصحاب الحق وانتقالاتهم بإضافتهم إلى هذا الجدول. نرجو إعادة الأراضي المسلوبة إلى أصحاب الحق، ورفع الظلم والكارثة عنهم." 
كان المختار فضل عيسى قد تقدم سابقا بشكاوى فيما يخص انتقال الأراضي التابعة لهذه العشيرة إلى اليهود، وبرقية التلغراف التي أرسلها إلى إسطنبول في 5 كانون الأول 1901 واحدة من تلك البرقيات حول بيع نصف الأراضي التابعة هلذه العشيرة لناتان نرسيس باسم شركة البنك الزراعي اليهودية التي مقرها بيروت من قبل الشخص المدعو بربور توب بالحيلة. وورد في هذه البرقية أن والي بيروت وقائد الجندرمة عزيز بك مارسا عليه الضغط، وأن محاولاته بعدم نقل طابو الأراضي إلى اليهود لم تأت بالنتيجة 24. وبهذه الطريقة جرى انتقال 12 ألف دونًماً تابعة للعشيرة إلى اليهود، وفي عام ُ1903 نقلَت ملكية ما مجموعه 18.500 دونماً إلى اتحاد المستوطنات اليهودية بالتنسيق مع كالواريسكي ويوشع خانكني؛ منها 12 ألف دونم تابعا لقبيلة دلايكة السهو، و3,300 دونماً باعها عباس أفندي زعيم البهائية، وبقية الأراضي التي جرى الاستيلاء عليها من أراضي خربة أم جوني.
كان من المقرر في البداية أن تضم مستوطنة "يمه" 40 مزرعة، مساحة كل منها 300 دونم. ما هو الآن مستوطنة يفنيئيل التي تأسست في 7 أكتوبر 1901، من قبل جمعية الاستعمار اليهودي على أراضي خربة يمه. في 1914-1915، استقرت عائلات مهاجرة من اليمن في يفنيئيل.
وتأسست مستعمرة بيت غان الجديدة عام 1904 كموشاف.